# Ricardo González (boxeador)

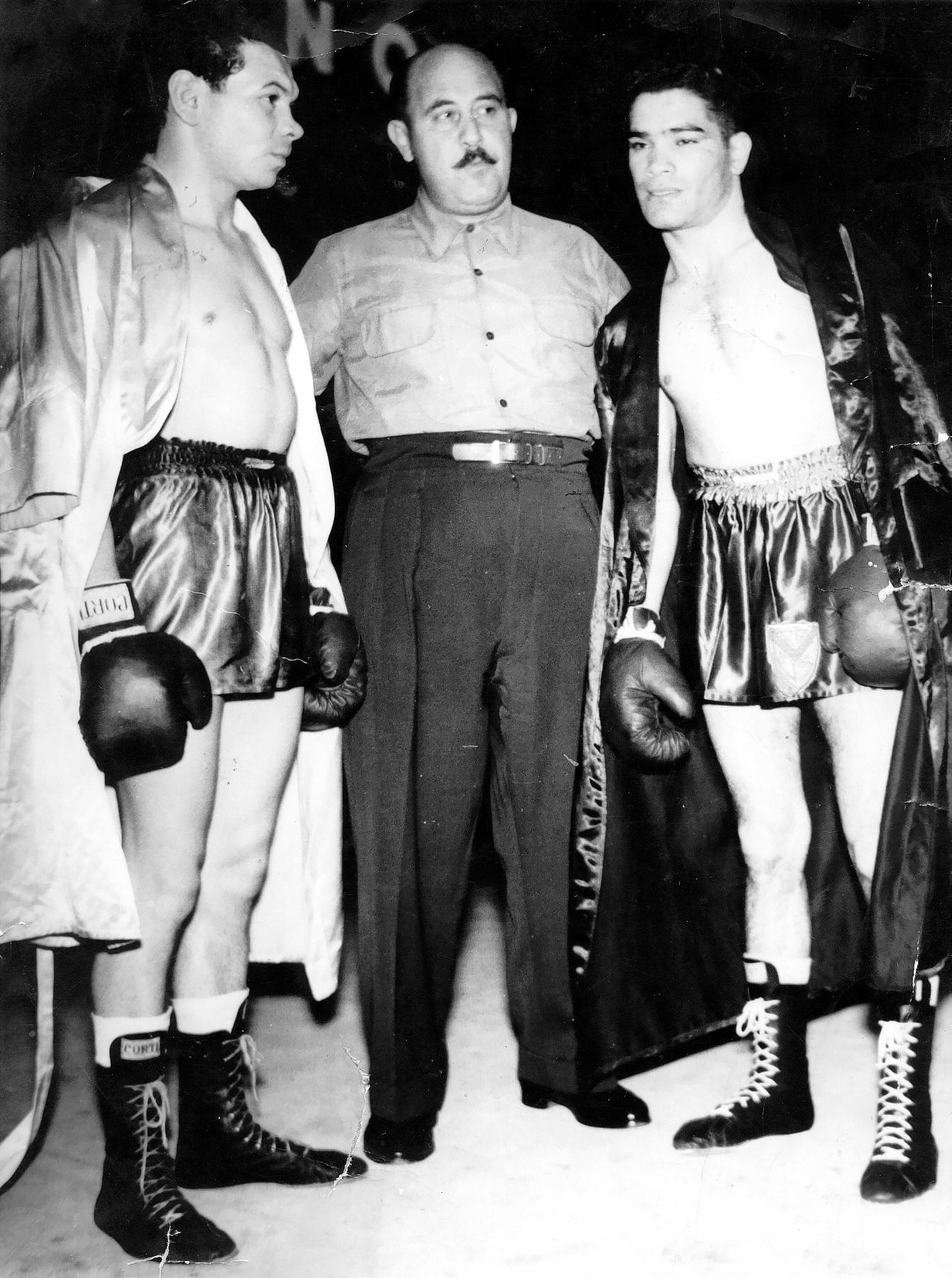
Ricardo González y Ángel Leyes, Luna Park (Buenos Aires), 1952.

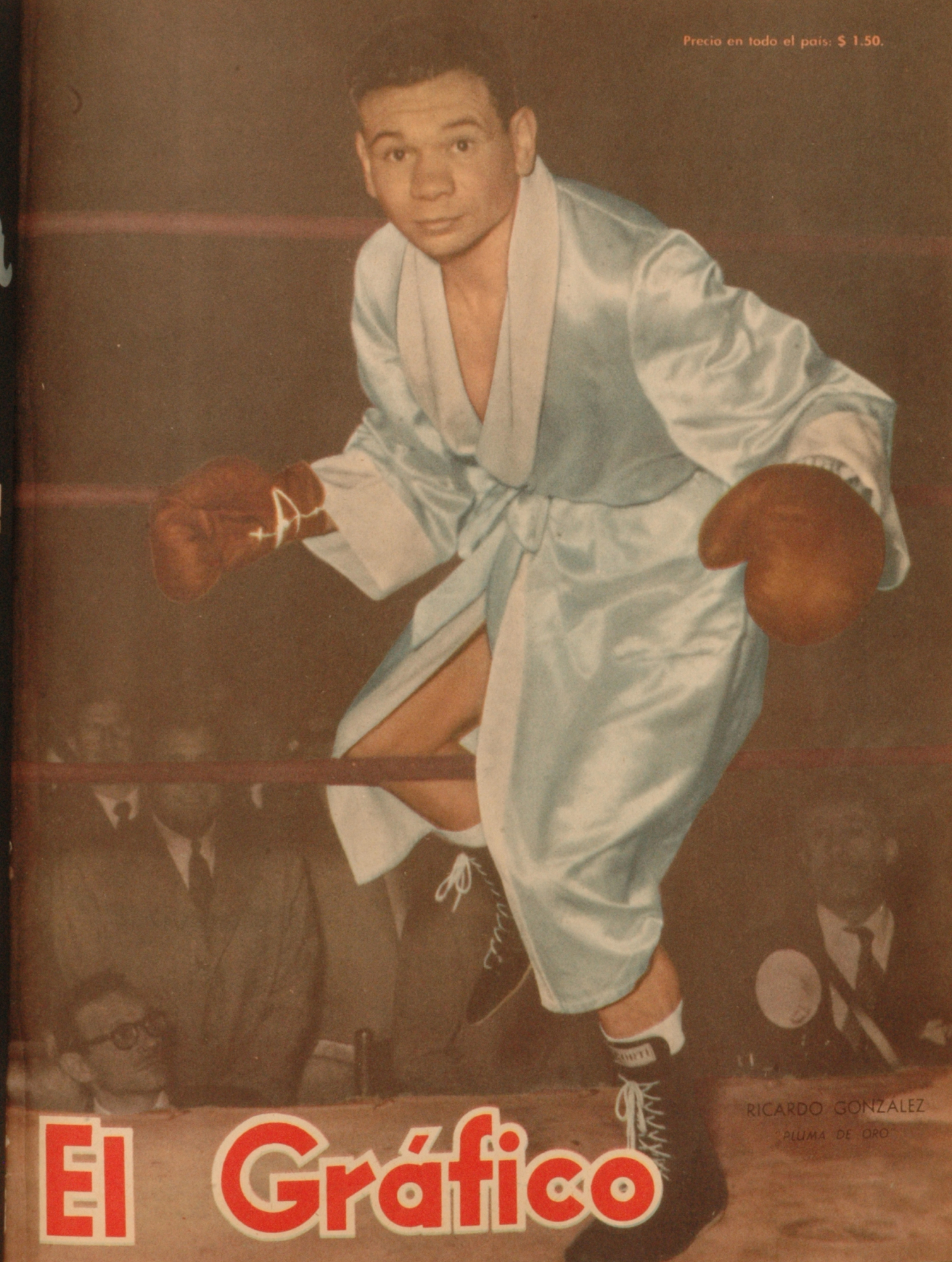
Ricardo González en 1955.

Ricardo González, Gonzalito (Luján, provincia de Buenos Aires, 1 de marzo de 1930), boxeador argentino en las categorías gallo y pluma. 

## Biografía
Debutó como amateur en 1946, y resultó campeón en 1949. En 1951 obtuvo la medalla de oro en la categoría gallo en los Juegos Panamericanos.
En 1952 debutó en el profesionalismo y venció por puntos a Ángel Leyes ante 16.000 espectadores en el Estadio Luna Park (Buenos Aires). 
El 10 de noviembre de 1956 obtuvo el campeonato argentino pluma. Fue campeón sudamericano y primero en el ranking mundial. Sin embargo su carrera se vio truncada cuando junto con centenares de deportistas fue prohibido por la dictadura denominada Revolución Libertadora por haber recibido un premio y condecoración del gobierno de Juan Domingo Perón tras aquella conquista alcanzada en el estadio Luna Park ante los Estados Unidos. Su nombre entró en las listas negras y se le prohibió asistir o participar en todo tipo de evento deportivo.
Desde 1977 dicta clases en la Federación Argentina de Box. Es presidente de la Mutual Casa del Boxeador.
El 17 de octubre de 2006 fue reconocido como Personalidad Destacada del Deporte por el gobierno de la Ciudad de Buenos Aires.